# Mănăstirea Balaciu
Mănăstirea Balaciu este o mănăstire ortodoxă din România situată în comuna Balaciu, județul Ialomița.